# Lenny Hambro
Lenny Hambro (1923–1995), nombre por el que se conoce a Leonard William Hambro, fue un saxofonista de jazz de Estados Unidos, tocando principalmente el saxo alto en un gran número de bandas, orquestas y grupos notables de jazz desde principios de los años 1940 hasta mediados de los años 1960, continuando como músico de estudio, productor, agente artístico y coordinador de espectáculos hasta mediados de los años 1990. En los comienzos de su carrera escribía su nombre como "Lennie", pero lo cambió posteriormente, en 1954 (aunque todavía se referían ocasionalmente a Él de este modo en la prensa hasta 1957).